# Club Deportivo Unión San Felipe
El Club Deportivo Unión San Felipe es un club profesional de fútbol de Chile, con sede en la ciudad de San Felipe, en la Región de Valparaíso. Fue fundado el 16 de octubre de 1956 gracias a la fusión de los clubes amateur Internacional y Tarcisio. Compite en la Liga de Ascenso, segunda categoría del fútbol chileno.
Cuenta con un título de Primera División (1971), una Copa Chile (2009) y tres de Segunda División/Primera B (1970, 2000 y 2009). Con los campeonatos de 1970 y 1971, ambos obtenidos con Luis Santibáñez como director técnico, el club ostenta el récord de ser el único equipo chileno en lograr consecutivamente el campeonato de Segunda y el de Primera División. A nivel internacional, los sanfelipeños participaron una vez de la Copa Libertadores en 1972, y una vez en la Copa Sudamericana en la edición de 2010.
El club ejerce de local en el Estadio Municipal Javier Muñoz Delgado, recinto ubicado en la misma ciudad, inaugurado en 1958 y que posee una capacidad de 10 000 personas. Su clásico rival es Trasandino de Los Andes, con quien disputa el Clásico del Aconcagua.

## Historia

### Los inicios
Unión San Felipe se fundó el 16 de octubre de 1956, gracias a la fusión de los clubes amateurs Tarcisio (31 de marzo de 1930) e Internacional (27 de marzo de 1941), unión que se llevó a cabo en el Salón Principal del Cuerpo de Bomberos de San Felipe. Los pioneros de esta fusión que dio nacimiento al Uni-Uni fueron: por la 2.ª Cía. señor Carlos Gallardo Albani, Ismael Herrera Benítez, Juan Mira Abello y José Vargas Olea. Por el Club Tarsicio: Juan Sabaj Dihmes, Tomás Martínez Valdez, Manuel Juárez Revanal y Luis González. Se contó con la unanimidad de los Voluntarios de esta Compañía así como de los socios del recordado club del padre Bustillo.
Fueron invitados a participar en el Regional Central el año 1957, donde al año siguiente, serían invitados a jugar en el profesionalismo, la Segunda División del fútbol chileno.
En su primera participación Segunda División del fútbol chileno en el año 1958, se ubicó finalmente en el quinto lugar. En el año 1959, finalizó octavo entre doce equipos, y en el año 1960, el equipo terminó el campeonato en tercera posición con 30 puntos; a un punto de Deportes La Serena y a cinco del campeón Green Cross.

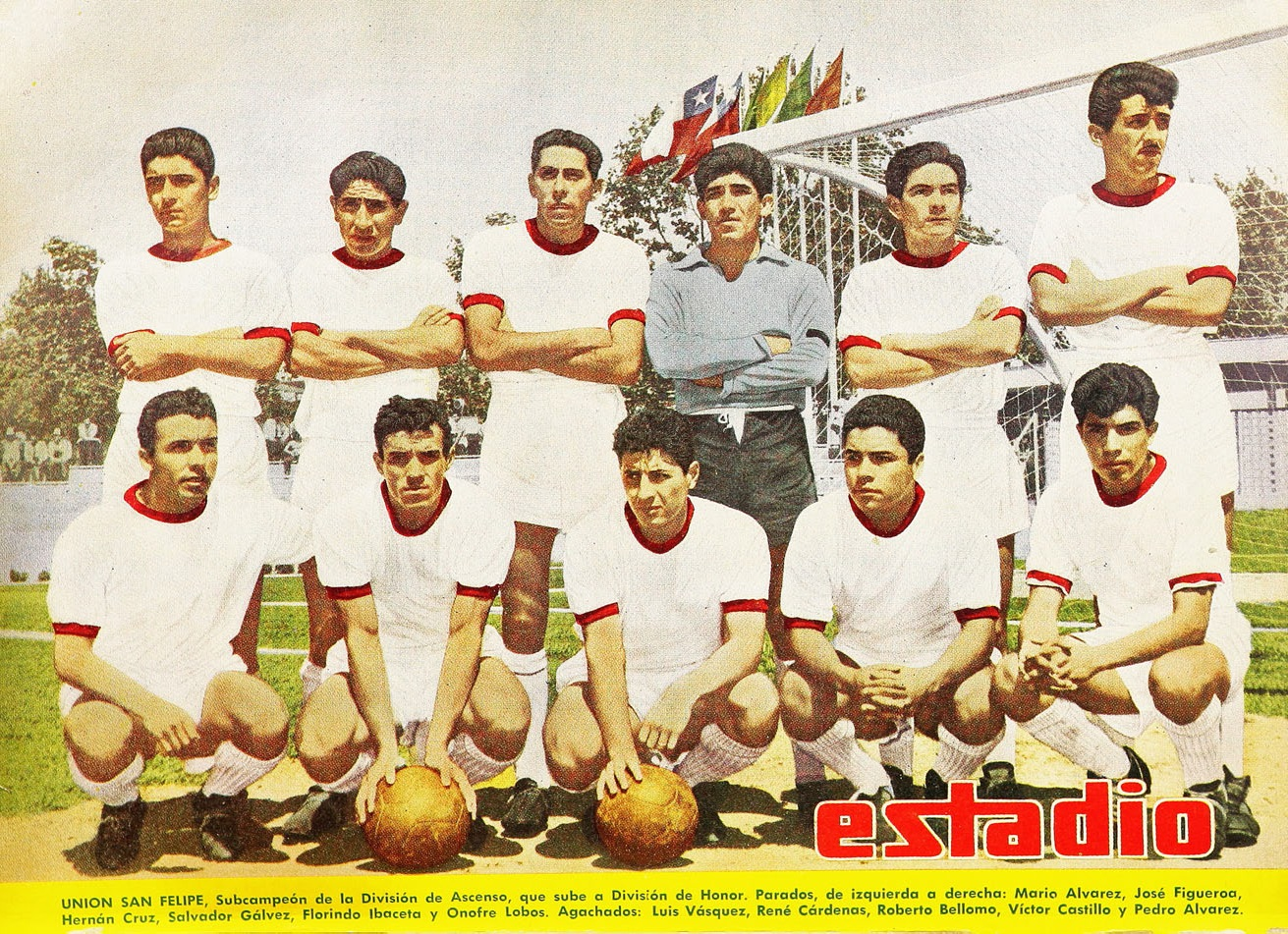
El equipo de Unión San Felipe en 1961, subcampeón de la División de Ascenso, y que subió por primera vez a la Primera División.

El año 1961, San Felipe logró el ascenso a la Primera División al finalizar el campeonato en segunda posición, a sólo un punto del campeón Unión La Calera.

### Debut en Primera División
El primer partido de San Felipe en la división de honor fue un empate sin goles frente a O'Higgins en el Municipal de San Felipe. Al finalizar el campeonato se ubicó en noveno lugar entre 18 equipos, destacando el triundo por 5 a 1 sobre Green Cross en Santiago. Al año siguiente, volvió a quedar en la medianía de la tabla, al quedar ubicado en octava posición. En el plantel de esos años destacaron jugadores como Roberto Bellomo, Felipe Bracamonte y Salvador Gálvez.
Sin embargo, en los años siguientes el equipo realizó malas campañas. En el año 1964, el equipo Aconcagüino finalizó en la decimoquinta posición y solo a tres puntos del descenso, y en los años 1965 y 1966 finalizó decimocuarto. En el año 1967, San Felipe volvió a encumbrarse en la medianía de la tabla, al quedar en octava posición.
Tras siete años consecutivos en Primera, San Felipe bajó al Ascenso en 1968. En esa temporada los clubes se dividieron en dos grupos; los equipos de Santiago en el Torneo Metropolitano, y los otros equipos en el Provincial. El equipo finalizó penúltimo en el Torneo Provincial, y luego quedó último en el Torneo Promocional y en el Repechaje final, descendiendo finalmente a la Segunda División.

### De Segunda División al título y la Libertadores
En el año 1970, con el equipo sumido en una depresión deportiva, se contrató al entrenador Luis Santibáñez. Al final del año el equipo sobrepasó por un punto a Iberia de Los Ángeles, consiguiendo así el ascenso a Primera División y su primer título en el profesionalismo.
En el año 1971, Unión San Felipe logró coronarse campeón del fútbol chileno al finalizar el campeonato aventajando por dos puntos a Universidad de Chile, y por cuatro a Unión Española. Hasta la fecha, Unión San Felipe es el único equipo de Chile que ha logrado conquistar consecutivamente el campeonato de Segunda y el de Primera División.
En la siguiente temporada, siempre con Luis Santibáñez en el banco, Unión San Felipe se preparó para realizar su primera participación internacional en la Copa Libertadores de América de 1972. El equipo compartió grupo con Universidad de Chile, y con los equipos peruanos Universitario y Alianza Lima, y debió jugar todos sus partidos como local en el Estadio Nacional, ya que el Estadio Municipal de San Felipe no contaba con los requisitos para albergar los partidos de la Copa. En su primer partido el Uní-Uní logró vencer a Universidad de Chile por 3 a 2. Este fue el único partido que ganó, finalizando su participación como último en su grupo con cuatro puntos.
En el campeonato local, Unión San Felipe realizó una muy mala campaña, ubicándose en penúltimo lugar, solo a dos puntos del descenso.

### La debacle
En 1973, esta vez sin Luis Santibáñez, que fue contratado por Unión Española, el equipo nuevamente se ubicó penúltimo, salvándose del descenso al final del campeonato. En la última fecha del campeonato Universidad Católica y Unión San Felipe se encontraban con 21 puntos. Santiago Wanderers derrotó a la UC por 4 a 2, y Unión San Felipe le ganó a Magallanes por la cuenta mínima, logrando así obtener 24 puntos, asegurando su permanencia en la división de honor para el año 1974. En esa temporada, Unión San Felipe volvió al fútbol de Segunda, al finalizar último entre 18 equipos.
En 1975, ya de vuelta en Segunda División, el equipo terminó quinto de catorce equipos. En 1976, Unión San Felipe cumplió una de sus peores campañas en el fútbol profesional. En la primera parte del año quedó penúltimo del Grupo Norte, con lo que jugó en el Grupo de Relegación, en donde terminó último de entre dieciséis equipos, con sólo 10 puntos. Pese a este resultado, Unión San Felipe logró quedarse en el fútbol profesional chileno, ya que el Campeonato de Ascenso fue extendido de 16 a 18 equipos.
En la temporada 1977, los Aconcagüinos estuvieron a un punto de clasificar al Repechaje con un equipo de Primera División, pero finalmente quedaron en la quinta posición. En los siguientes años en Segunda, el equipo realizó campañas irregulares, con el equipo finalizando en la parte baja de la tabla.

### Años 1980: el sube y baja
En el año 1981, Unión San Felipe volvió a quedar último en el torneo de Segunda, pero volvió a salvarse de salir el fútbol profesional, ya que Deportes Aviación se retiró del campeonato, por lo que no hubo descenso a la recién creada Tercera División.
En 1982, después de estar ocho temporadas en el Ascenso, Unión San Felipe logró subir nuevamente a la división de honor del país, al finalizar en cuarta posición.
En su regreso a Primera, Unión San Felipe realizó campañas pobres, finalizando los campeonatos en la parte baja de la tabla. En 1985 estuvo a dos puntos del descenso y en el año 1986, Unión San Felipe volvió a Segunda División al quedar decimosexto y con los mismos puntos que Everton de Viña del Mar y Rangers de Talca, pero con menor diferencia de goles.
Solo un año estuvo en Segunda, ya que en el año 1988 el club de San Felipe volvió a subir a Primera División al ganar la Zona Sur. En la final contra el ganador de la Zona Sur, Rangers de Talca, para decidir finalmente el título de Segunda, Unión San Felipe derrotó a Rangers por 4:2 en el Estadio Municipal de San Felipe y perdió 2:0 en el Estadio Fiscal de Talca. Con esto, Rangers obtuvo el campeonato (por goles de visita) y Unión San Felipe el subcampeonato. En este equipo destacaron figuras locales, como Alejandro Bernal, Ricardo "Manteca González y Julio Tapia, Ricardo Paz (el que metió el gol para que subiera al profesionalismo), entre otros. Sin embargo, al año siguiente Unión San Felipe finalizó decimocuarto, lo que le permitió jugar la liguilla de promoción frente a Santiago Wanderers en la cual perdió por 4:1, bajando nuevamente a Segunda.

### Años 1990: irregularidad en Segunda
De nuevo en Segunda, el cuadro del Valle del Aconcagua se ubicó generalmente en la medianía de la tabla. En el año 1992, Unión San Felipe se salvó de descender a Tercera División al finalizar decimocuarto de entre dieciséis equipos, y a dos puntos del descenso. En el año 1993 finalizó noveno y el año 1994 finalizó nuevamente decimocuarto y a tres puntos de descender.
En el año 1995 se hizo una buena campaña. Unión San Felipe terminó en cuarta posición, y a dos puntos de los punteros Santiago Wanderers y Audax Italiano, con lo que jugó la Liguilla de Promoción en donde se enfrentó con Regional Atacama. En San Felipe empataron 2:2 y en Copiapó 1:1. Gracias a los goles en calidad de visitante, Regional Atacama se mantuvo en Primera y Unión San Felipe en Segunda.
Después de esta buena campaña, Unión San Felipe volvió a ubicarse en la parte baja de la tabla. En 1996 y 1997 finalizó decimotercero, y en 1998 finalizó décimo. En el año 1999 el cuadro de San Felipe finalizó penúltimo, superando por seis puntos al último, Deportes Colchagua.

### Del título de la Primera B y el descenso programado
En el año 2000, bajo la conducción del entrenador Raúl Toro, Unión San Felipe consiguió su segundo título de Primera B. Subieron a la Primera División en San Felipe gracias al empate 1:1 frente a Deportes Melipilla, y se coronaron campeones al empatar en la última fecha 1:1 frente a Deportes Antofagasta. El equipo finalizó primero superando por un punto a Rangers de Talca, y terminó como invicto en condición de local.
En la temporada 2001, Unión San Felipe mantuvo su invicto de local, hasta la derrota por 1:2 frente al campeón Santiago Wanderers, finalizando 30 fechas sin perder en casa. Además, repatrió al defensa Ricardo González, jugador nacido en la ciudad sanfelipeña. En el Apertura 2002, el primer año de torneos con playoffs, el club clasificó a la siguiente fase, al quedar en segunda posición en su grupo, siendo superado por Colo-Colo. Su rival en la primera ronda fue la Universidad de Chile. En San Felipe ganó el cuadro local por 2:1, pero en Santiago se impuso la U por 6:1, goleada que clasificó a los azules para los cuartos de final. En el torneo Clausura, sin embargo, Unión San Felipe no logró clasificar a la etapa de playoffs.
En el Apertura 2003, Unión San Felipe logró clasificar al repechaje frente a Santiago Wanderers. Empataron 2:2 y Wanderers clasificó por tener mayor puntaje en el tabla. En el Clausura el equipo no logró clasificar y fue sancionado con tres puntos, ya que tenían una deuda con sus jugadores.
En el torneo de Apertura 2004, el equipo logró alcanzar una plaza en el repechaje. Unión San Felipe se impuso por 2:1 a Everton de Viña del Mar, logrando así una plaza en los playoffs. En la Primera Ronda fueron eliminados por el campeón Cobreloa al perder por 2:0 como local y 2:1 en Calama. En el Clausura, el equipo clasificó a la siguiente fase en donde fueron eliminados por la Universidad Católica.
En la temporada 2005, bajo la conducción técnica de Hernán Godoy, Unión San Felipe no logró clasificar a la fase de playoffs de ninguno de los dos torneos y se despidió de Primera División, al descender por ser uno de los tres equipos con peor puntaje acumulado de los años 2003, 2004 y 2005. En ese mismo año el club pasó a ser una Sociedad anónima deportiva Profesional.
De nuevo en Primera B, el equipo finalizó 2006 en octava posición y terminó el campeonato 2007 penúltimo, a cinco puntos del descendido Deportivo Temuco. El campeonato 2008 lo terminó en la novena posición.

### El regreso a Primera y un nuevo torneo internacional
En el primer semestre del año 2009, y de la mano del entrenador argentino Roberto Mariani, Unión San Felipe terminó en el primer lugar del Torneo de Apertura del campeonato 2009, luego de derrotar por 3:0 a San Marcos de Arica en el Estadio Carlos Dittborn. Con esto, el equipo tuvo grandes posibilidades de volver a Primera División.
Durante el segundo semestre, el club mantuvo un correcto rendimiento, sin despegarse nunca del liderato en la tabla acumulada. Así, el día 25 de octubre, a una fecha de terminar el torneo, y luego de derrotar por 5:1 a San Marcos de Arica en el Estadio Municipal de San Felipe, el equipo del aconcagua obtiene su tercer título en Primera B y el ascenso directo a la división de honor del fútbol chileno.
Con el ascenso ya obtenido, Unión San Felipe siguió en competencia por la Copa Chile 2009, la que podía entregarle la posibilidad de clasificar a la Copa Sudamericana 2010. Derrotando a rivales como Colo-Colo y al campeón vigente del torneo, Universidad de Concepción, el equipo llega a la final del torneo.
El día 15 de noviembre en el Estadio Playa Ancha de Valparaíso, Unión San Felipe consigue la Copa Chile, luego de derrotar por 3:0 a Municipal Iquique. Con esto, el club participa por segunda vez en su historia en un torneo a nivel continental.
Debutó en la Copa Sudamericana el 7 de septiembre de 2010 en Paraguay ante Guaraní logrando un empate 1:1 en el último minuto gracias al gol de penal de Ángel Vildozo. El partido de vuelta, disputado en el Estadio Santa Laura, terminó con el mismo resultado del partido de ida, anotando el gol para los aconcagüinos Miguel Ángel González de tiro libre obligando a irse a penales. Jaime Bravo se convirtió en figura luego de atajar tres penales, finalizando la tanda en victoria por 8:7 para Unión San Felipe.
Luego era turno de Liga Deportiva Universitaria de Quito, encuentro que se disputó en el Santa Laura, con resultado final favorable 4-2 al equipo San Felipeño. El partido de vuelta se disputó el 19 de octubre de 2010 en el Estadio Casa Blanca de Quito, Ecuador en el cual Liga ganó por 6 a 1, terminando con las aspiraciones coperas del equipo.

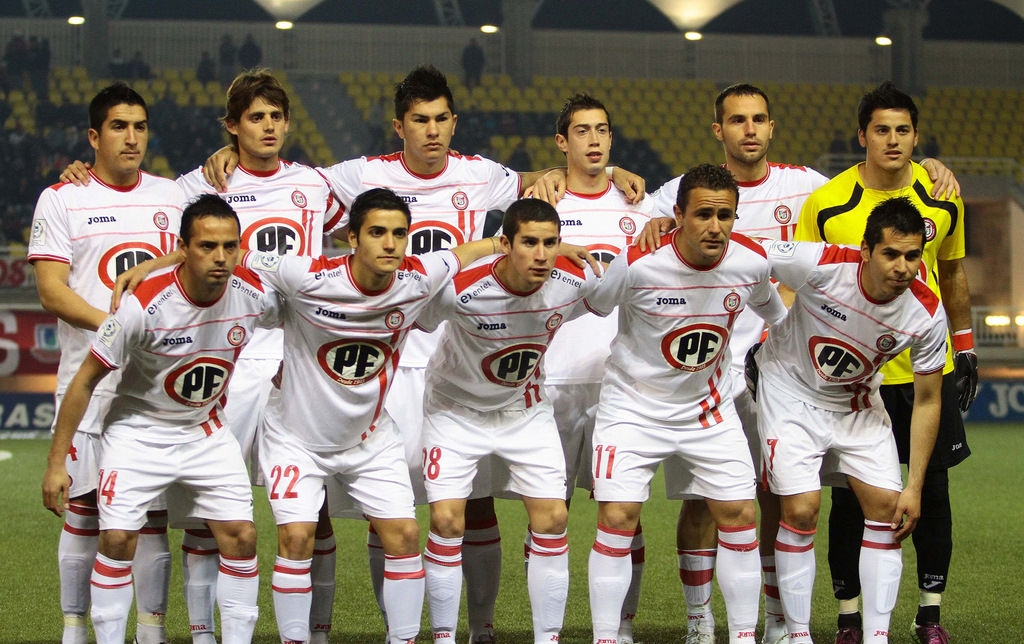
Formación de Unión San Felipe, en 2011.

Para el Torneo de Apertura 2011 llegá a la banca el exportero Nelson Cossio que reemplaza a Ivo Basay que se fue a O'Higgins de Rancagua. Con Cossio en la banca los Aconcagüinos clasificaron séptimos a los play-offs con 24 unidades enfrentando en cuartos de final a la Universidad de Chile. En aquella instancia San Felipe es privado de seguir luchando por el título luego de perder 2-1 en la ida y solo empatar a 1-1 en el Estadio Nacional de Chile contra el que acabaría siendo el campeón. Cabe destacar que el club tuvo al goleador del torneo, el argentino Matías Urbano que con sus 12 anotaciones fue el máximo anotador del apertura.
Durante el receso por la Copa América, San Felipe disputó la Copa Chile 2011 en la logró malos resultados quedando en la posición 32° entre 36 participantes luego de solo lograr dos empates y cuatro derrotas.
En el debut del equipo para el Clausura 2011 y luego de perder 3-0 contra O'Higgins de Rancagua el entrenador Nelson Cossio renuncia a su cargo siendo reemplazado interinamente por Daniel Chazarreta. Finalmente el argentino Víctor Hugo Marchesini llega como reemplazo del exportero de la Selección chilena. Este último fue desafectado del club por la mala campaña del equipo en el Torneo de Clausura (en el cual quedaron en última posición) lo que los obligó a jugar la liguilla de promoción. Tres días antes del partido de ida contra Everton de Viña del Mar retorna al equipo Nelson Cossio, quien había dejado club a poco iniciar el Torneo Clausura 2011.
En el partido de ida jugado en el Sausalito Everton logró sacar ventaja con el gol de Adrián Rojas, pero en el partido de vuelta San Felipe dio vuelta el resultado adverso de la ida, con los goles de Ezequiel Carballo y Omar Merlo, lo que permitió al equipo Aconcagüino permanecer un año más en Primera División.

### El Descenso a Primera B
El año 2012 fue difícil para el Uní-Uní, puesto que además de verse involucrado en triangulaciones de derechos federativos de jugadores los cuales nunca jugaron por el conjunto sanfelipeño, continuó luchando contra el descenso a Primera B. El miércoles 14 de noviembre de 2012, el equipo sanfelipeño tenía la gran oportunidad, de salvarse de todo y también quedarse en Primera División en forma directa, incluso con la posibilidad exacta, de clasificar a los playoffs del Torneo de Clausura. Sin embargo, perdió como local ante Deportes Iquique por 2 goles a 1 y fue condenado a descender a la Primera B para el año 2013, luego de estar 3 años jugando en Primera División y el descenso se consumó, no solo por su derrota ante los iquiqueños, sino que también por el triunfo de Cobresal como visitante, sobre O'Higgins por el mismo marcador.

## Uniforme

### Uniforme titular
| 1959 | 1961 | 1963-64 | 1966 | 1971-72 | 1979 | 2001 | 2002-03 | 2009 |

| 2010 | 2010 | 2011-13 | 2013 | 2013-14 | 2014-15 | 2015-16 | 2016 | 2019-20 |

| 2020-21 | 2021 |

### Uniforme alternativo
| 1958 | 1967 | 1968 | 1971 | 1972-73 | 2002-03 | 2010 | 2010 | 2011-13 |

| 2013 | 2013-14 | 2014-15 | 2015-16 | 2016 | 2019-20 | 2020-21 |

### Tercer uniforme
| 2008 | 2015-16 | 2017 |

### Indumentaria
| Período   | Proveedor             |
| --------- | --------------------- |
| 1995-1996 | Uhlsport              |
| 2000-2005 | Training Professional |
| 2006-2007 | Lotto                 |
| 2008-2010 | JF                    |
| 2010-2013 | Joma                  |
| 2013      | JF                    |
| 2013-2015 | Dalponte              |
| 2015-2018 | KS7                   |
| 2019-2021 | CAFU Football         |
| 2021-     | Claus-7               |

| Período   | Auspiciador          |
| --------- | -------------------- |
| 1982-1987 | Insólito             |
| 1994      | Bonaire              |
| 1995-2010 | Cerveza Cristal      |
| 2010-2016 | PF                   |
| 2019-2022 | La Cruz Inmobiliaria |
| 2023-     | Gaet                 |

## Estadio
Unión San Felipe juega sus duelos de local en el Estadio Municipal Javier Muñoz Delgado desde su entrada al profesionalismo en el año 1958. En la segunda parte del año 2011, el club traslada su localía al Estadio Municipal Lucio Fariña Fernández de Quillota, ciudad distante a 65 km de San Felipe, debido a arreglos en el Municipal de San Felipe.

## Datos del club
- Temporadas en 1ª: 24 (1962-1968; 1971-1974; 1983-1986; 1989; 2001-2005; 2010-2012)
- Temporadas en 1ªB: 43 (1958-1961; 1969-1970; 1975-1982; 1987-1988; 1990-2000; 2006-2009; 2013-)
- Temporadas en Regional Central: 1 (1957)
- Participaciones Internacionales:
  - Copa Libertadores de América (1): 1972
  - Copa Sudamericana (1): 2010
- Puesto Histórico en Torneos de Primera División: 19.º (914 puntos; 30 torneos jugados, 818 PJ, 232 PG, 218 PE, 368 PP; 1075 GF, 1402 GC, Dif de Goles -327). Actualizada al 15 de octubre de 2012.[56]
- Ranking Conmebol: 206° mejor equipo de Sudamérica.[57]

## Jugadores

### Plantilla 2025
- Por disposición de la Asociación Nacional de Fútbol Profesional (ANFP), los equipos chilenos en la Liga de Ascenso están limitados a tener en su plantel un máximo de cinco futbolistas extranjeros, más un juvenil extranjero inscrito en el fútbol formativo desde el año 2023, pero:
  - Raúl Becerra posee la doble nacionalidad argentina y chilena.
- Por disposición de la ANFP, el número de las camisetas no puede sobrepasar al número de jugadores inscritos.
- Por disposición de la ANFP, el plantel debe utilizar al menos 1890 minutos a juveniles chilenos nacidos a partir del 1 de enero de 2004.

### Altas 2025
| Jugador             | Posición      | Procedencia           | Tipo                |
| ------------------- | ------------- | --------------------- | ------------------- |
| Christian Fuentes   | Portero       | Deportes Puerto Montt | Libre               |
| Juan Córdova        | Defensa       | York United           | Libre               |
| Iván Zafarana       | Defensa       | San Martín de Tucumán | Préstamo            |
| Sebastián Contreras | Defensa       | Deportes Rengo        | Libre               |
| Hernán Ulloa        | Defensa       | Deportes Colina       | Libre               |
| Manuel Olea         | Defensa       | General Velásquez     | Libre               |
| Pedro Navarro       | Defensa       | Colo-Colo             | Préstamo            |
| Gonzalo Baglivo     | Mediocampista | Deportes Quindío      | Libre               |
| Bryan González      | Mediocampista | Universidad Católica  | Préstamo            |
| Yerko González      | Mediocampista | Deportes Copiapó      | Retorno de préstamo |
| Diego Plaza         | Mediocampista | Coquimbo Unido        | Retorno de préstamo |
| Boris Sagredo       | Mediocampista | Barnechea             | Libre               |
| Álex Díaz           | Mediocampista | Cipolletti            | Libre               |
| Sergio Vergara      | Delantero     | Rangers               | Libre               |
| Diego González      | Delantero     | Deportes Santa Cruz   | Libre               |
| Cristóbal Muñoz     | Delantero     | Universidad de Chile  | Préstamo            |
| Martín Cárcamo      | Delantero     | Everton               | Préstamo            |
| Matías Ruiz         | Delantero     | General Lamadrid      | Libre               |

### Bajas 2025
| Jugador            | Posición      | Destino                   | Tipo            |
| ------------------ | ------------- | ------------------------- | --------------- |
| Álvaro Salazar     | Portero       | Cobreloa                  | Libre           |
| Francisco Salinas  | Defensa       | Coquimbo Unido            | Fin de préstamo |
| Axel Herrera       | Defensa       | Santiago Wanderers        | Fin de préstamo |
| Fernando Quiroz    | Defensa       | Concón National           | Libre           |
| Yair Marín         | Defensa       | Chaco For Ever            | Libre           |
| Ignacio Meza       | Defensa       | Universidad de Concepción | Libre           |
| Ítalo Müller       | Defensa       | San Marcos                | Libre           |
| Andrew Zamorano    | Defensa       | Villa Española            | Libre           |
| Cristian Dubó      | Defensa       | Brujas de Salamanca       | Libre           |
| Bastián Valladares | Defensa       | Bandera de ?              | Libre           |
| Matías Silva       | Defensa       | Santiago City             | Libre           |
| Iván Vásquez       | Mediocampista | Bandera de ?              | Retiro          |
| Juan Pablo Miño    | Mediocampista | Brujas de Salamanca       | Libre           |
| Enzo Ormeño        | Mediocampista | Santiago Morning          | Préstamo        |
| Diego Plaza        | Mediocampista | Coquimbo Unido            | Traspaso        |
| Ángelo Quiñones    | Mediocampista | Bandera de ?              | Libre           |
| Facundo Gómez      | Mediocampista | Sportivo Italiano         | Libre           |
| Brandon Martínez   | Mediocampista | Trasandino                | Libre           |
| Gonzalo Reyes      | Delantero     | Rangers                   | Libre           |
| Gonzalo Jara       | Delantero     | Deportes La Serena        | Préstamo        |
| Matías Sandoval    | Delantero     | San Antonio Unido         | Libre           |
| Esteban Antilef    | Delantero     | Trasandino                | Libre           |
| Ignacio Parada     | Delantero     | Universidad de Chile      | Fin de préstamo |
| Leandro Basán      | Delantero     | Cajamarca                 | Libre           |
| César Huanca       | Delantero     | Huachipato                | Fin de préstamo |
| David Salazar      | Delantero     | Deportes Recoleta         | Libre           |
| Bairo Riveros      | Delantero     | Deportes Limache          | Préstamo        |
| Felipe Maureira    | Delantero     | Bandera de ?              | Libre           |

### Goleadores Primera División
| Goleador          | Goles | Año  |
| ----------------- | ----- | ---- |
| Felipe Bracamonte | 21    | 1966 |
| Matías Urbano     | 12    | 2011 |

Fuente: Goleadores Primera División de Chile

## Entrenadores

### Cronología
Los entrenadores interinos aparecen en cursiva.
- Julio Baldovinos (1961)
- Luis Tirado (1964)
- Julio Baldovinos (1964)
- Delfín Silva (1964-1968)
- Guillermo Díaz Zambrano (1968)
- Luis Santibáñez (1970-1971)
- Claudio Ramírez (1972)
- Luis Santibáñez (1972)
- Salvador Gálvez (1973)
- Julio Baldovinos (1974)
- Isaac Carrasco (1977)
- Jorge Venegas (1980)
- Julio Baldovinos (1982-1983)
- Andrés Prieto (1983)
- Luis Santibáñez (1983)
- Julio Baldovinos (1984)
- Antonio Vargas (1984)
- Jorge Luco (1985)
- Pedro Quiroz Flores (1985)
- Salvador Gálvez (1986)
- Víctor Zelada (1988)
- Eugenio Jara (1988)
- Rolando García (1988)
- Luis Ramírez (1989)
- Gustavo Cortés (1989-1990)
- Eugenio Jara (1990)
- Gustavo Cortés (1991-1992)
- Miguel Hermosilla (1992)
- Manuel Gaete (1993-1994)
- Salvador Gálvez (1994)
- Gustavo Cortés (1995-1996)
- Freddy Delgado (1997)
- Alfredo Núñez (1997)
- Julio Di Meola (1998-1999)
- César Laraignée (1999)
- Hernán Godoy (1999)
- Raúl Toro (2000-2003)
- Mario Soto (2004)
- Hernán Godoy (2004-2005)
- Rubén Espinoza (2006)
- Ariel Paolorossi (2006)
- Daniel Chazarreta (2007-2008)
- Héctor Roco (2008)
- Roberto Mariani (2008-2009)
- Gustavo Cisneros (2010)
- Ivo Basay (2010)
- Nelson Cossio (2011)
- Héctor Roco (2011)
- Daniel Chazarreta (2011)
- Víctor Hugo Marchesini (2011)
- Nelson Cossio (2011-2012)
- Daniel Chazarreta (2012)
- Marco Antonio Figueroa (2012)
- Nelson Soto (2012-2013)
- Jorge Miranda (2013)
- Gustavo Cisneros (2013)
- Sebastián Rambert (2014)
- Jorge Miranda (2014)
- Miguel Ponce (2014-2015)
- César Vigevani (2015)
- Fernando Guajardo (2015)
- Germán Corengia (2015-2016)
- Luis Fredes (2016)
- Christian Lovrincevich (2016)
- César Vigevani (2017)
- Hernán Madrid (2017)
- Damián Ayude (2017-2018)
- Omar Arcos (2018)
- Christian Lovrincevich (2018)
- Omar Arcos (2018)
- Hernán Madrid (2018)
- Andrés Yllana (2019)
- Mauro Peralta (2019)
- Germán Corengia (2019)
- Erwin Durán (2020)
- Héctor Roco (2020-2021)
- Tomás Arrotea (2021)
- Jorge Acuña (2021)
- Víctor Rivero (2021)
- Jonathan Orellana (2022)
- Nicolás Suárez (2022)
- Víctor Rivero (2022)
- Germán Cavalieri (2023)
- Miguel Sánchez (2023)
- Juan Manuel López (2023)
- Víctor Rivero (2023)
- Jonathan Orellana (2024)
- Christian Lovrincevich (2024)
- Ricardo González (2024)
- Damián Muñoz (2024)
- Ítalo Pinochet (2025)
- Pablo Álvarez (2025)
- Francisco Palladino (2025-)

## Palmarés

### Torneos nacionales
| Competición                                        | Títulos           | Subcampeonatos             |  |
| -------------------------------------------------- | ----------------- | -------------------------- |  |
| Primera División de Chile (1/0)                    | 1971              |                            |  |
| Copa Chile (1/0)                                   | 2009              |                            |  |
| Segunda División de Chile/Primera B de Chile (3/4) | 1970, 2000, 2009. | 1961, 1988, 2014-15, 2020. |  |

## Filial

### Unión San Felipe "B"
En 2011, la Asociación Nacional de Fútbol Profesional de Chile (ANFP) aprobó la creación de la Segunda División Profesional con los objetivos de que los jugadores tuvieran más actividad y de dotar a la categoría de mayor competitividad, con la única limitación de que estos equipos no podían ascender a Primera B. El uní-uní postuló a su filial, ingresando el equipo "B" a la Segunda División. Este torneo comenzó en 2012.
En este torneo el club Aconcagüino logró posicionarse durante casi todo el campeonato en el primer puesto de la tabla. Así terminada la fase regular el Uní-Uní logró el campeonato de equipos filiales de la Segunda División Profesional 2012.
El primer título de este club filial.